# Condado de Brown (Kansas)
El condado de Brown es uno de los 105 condados del Estado estadounidense de Kansas. La sede del condado es Hiawatha, y su mayor ciudad es Hiawatha. El condado posee un área de 1.482 km² (los cuales 4 km² están cubiertos de agua), una población de 10.724 habitantes, y la densidad de población es de 7 hab/km² (según censo nacional de 2000). Este condado fue fundado el 25 de agosto de 1855.